# Johann Weikhard Auersperg
Johann Weikhard Auersperg (tudi Janez Vajkard Turjaški), avstrijski knez iz rodbine Auerspergov, * 11. marec 1615, grad Žužemberk, † 11. november 1677, Ljubljana.
Auersperg je bil prvi minister in skrivni svetovalec cesarjev Ferdinanda III. in Leopolda I. Leta 1653 je bil povišan v kneza. Leta 1669 je kupil grad Snežnik. Istega leta je bil zaradi veleizdaje obsojen na smrt, vendar je bil kasneje pomiloščen.
1. ↑  https://www.deutsche-biographie.de/sfz1538.html
2. ↑  Encyclopædia Britannica
3. ↑  Obrazi slovenskih pokrajin — ISSN 2712-5408